# Combustibil nuclear epuizat

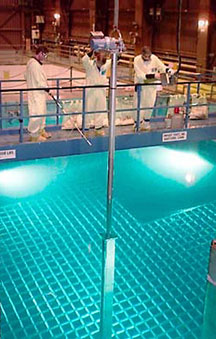
Depozitarea combustibilului nuclear epuizat

Combustibilul nuclear epuizat (iradiat, ars) reprezintă combustibilul nuclear scos dintr-un reactor nuclear după iradiere și care nu mai poate fi folosit în reactorul respectiv (dar – eventual – poate fi reprocesat). Depinzând de poziția sa în ciclul combustibilului nuclear, poate fi alcătuit din diverși constituenți izotopici.